# ون دن بوس (دهانه)
ون دن بوس یک دهانه برخوردی در ماه‌ است.